# NGC 5321
NGC 5321 est une galaxie lenticulaire située dans la constellation des Chiens de chasse. Sa vitesse par rapport au fond diffus cosmologique est de 4 838 ± 15 km/s, ce qui correspond à une distance de Hubble de 71,4 ± 5,0 Mpc (∼233 millions d'al). NGC 5321 a été découverte par l'astronome britannique John Herschel en 1827.